# Knäckfråga
Knäckfråga är en svårlöst politisk fråga av central betydelse. En knäckfråga innebär en splittring mellan annars samarbetande grupper, eller är en fråga som måste lösas för att ett politiskt samarbete skall kunna fortsätta eller komma till stånd. Ett exempel var kärnkraftsfrågan för Regeringen Fälldin I i Sverige.